# Cactus (album)
 (octobre 2022).
Si vous disposez d'ouvrages ou d'articles de référence ou si vous connaissez des sites web de qualité traitant du thème abordé ici, merci de compléter l'article en donnant les références utiles à sa vérifiabilité et en les liant à la section « Notes et références ».
Pour les articles homonymes, voir Cactus (homonymie).
Albums de Cactus
One Way...Or Another
(1971)
Singles
1. Parchman Farm
Sortie : 1970
2. You Can't Judge A Book By the Cover
Sortie : 1970

Cactus est le premier album du groupe américain du même nom. Il est sorti le 1er juillet 1970 sur le label Atlantic Records et a été produit par le groupe lui-même.

## Historique
Cet album fut enregistré entre février et avril 1970 dans les Ultra-Sonic Recording studios Inc. de Hempstead (État de New-York).
Véritable pendant américain des deux premiers albums de Led Zeppelin, il marie lui aussi blues, rock et ballade folk, le tout interprété par des musiciens virtuoses. Il comprend deux reprises, le "Parchman Farm" de Mose Allison en version survitaminée et "You Can't Judge A Book By the Cover" de Willie Dixon. Ces deux titres sortiront en singles pour promouvoir l'album.
Il atteindra la 54e place du Billboard 200 américain le 10 octobre 1970 et la 34e place des charts canadiens le 17 octobre 1970.

## Liste des titres
- Tous les titres sont signés par le groupe sauf indications.

Face 1
| No | Titre                               | Auteur       | Durée |
| -- | ----------------------------------- | ------------ | ----- |
| 1. | Parchman Farm                       | Mose Allison | 3:06  |
| 2. | My lady from South of Detroit       |              | 4:26  |
| 3. | Bro Bill                            |              | 5:10  |
| 4. | You Can't Judge A Book By the Cover | Willie Dixon | 6:30  |

Face 2
| No | Titre            | Auteur | Durée |
| -- | ---------------- | ------ | ----- |
| 5. | Let Me Swim      |        | 3:50  |
| 6. | No Need To Worry |        | 6:14  |
| 7. | Oleo             |        | 4:51  |
| 8. | Feel So Good     |        | 6:03  |

## Musiciens
- Tim Bogert : basse, chœurs
- Carmine Appice : batterie, percussions
- Rusty Day : chant, harmonica
- Jim McCarty : guitares

## Charts
| Pays         | Durée du classement | Meilleur classement |
| ------------ | ------------------- | ------------------- |
| Canada       | 14 semaines         | 34e                 |
| États-Unis . | 16 semaines         | 54e                 |